# Asplenium vexans
Asplenium vexans là một loài dương xỉ trong họ Aspleniaceae. Loài này được A. Heller mô tả khoa học đầu tiên năm 1897.